# 萬根附近瓦利斯維爾
萬根附近瓦利斯維爾是瑞士的城鎮，位於該國中西部，由伯恩州負責管轄，面積3.06平方公里，一半土地是農業用地，海拔高度456米，2011年人口568，人口密度每平方公里186人。